# Atif Hadžikadić
Atif Hadžikadić (1884 Derventa, Bosna a Hercegovina – 1945 Sarajevo, Demokratická federativní Jugoslávie) byl bosenskohercegovský pedagog a politik bosňáckého původu.

## Životopis
V Sarajevu dokončil vyšší gymnázium (maturoval 1906). Vysokoškolská studia filologie dokončil na Vídeňské univerzitě. V rakouské metropoli získal rovněž titul doktora věd. Mezi lety 1915 a 1921 působil jako profesor na Šarí‘atské soudní škole (16. prosince 1915–16. března 1921). Později byl zaměstnal jako profesor v tuzlanském gymnáziu, nato získal místo inspektora ve správě Drinské bánoviny v Sarajevu a nakonec post úředníka v Ministerstvu obchodu a průmyslu. Byl jedním ze zakladatelů a významných představitelů Jugoslávské muslimské organizace, vůdčí politické strany bosenskohercegovských muslimů mezi světovými válkami. Opakovaně získal mandát poslance v parlamentních volbách (1920, 1923, 1925, 1927). Aktivní byl též v podpůrném spolku Narodna uzdanica (Lidová opora).
Po německé intervenci v Jugoslávii a vzniku fašistického Nezávislého státu Chorvatsko v dubnu 1941 obsadil post sarajevského starosty. V této době byl blízkým spolupracovníkem horlivého kolaboranta Hakiji Hadžiće. Za jeho mandátu došlo např. ke změně názvu sarajevských ulic. Na místě starosty však vydržel sotva čtyři měsíce a ustašovci jej odvolali. Poté byl jmenován ředitelem Obchodní komory v Sarajevu. Po převzetí moci komunistickými partyzány na jaře 1945 byl zatčen a v květnu vojenským tribunálem odsouzen k trestu smrti.